# Orphanostigma angustale
Orphanostigma angustale is een vlinder uit de familie van de grasmotten (Crambidae), uit de onderfamilie van de Spilomelinae. De wetenschappelijke naam van deze soort is voor het eerst voorgesteld door George Francis Hampson in een publicatie uit 1893.
De soort komt voor in Sri Lanka, Indonesië (West-Papoea, Papoea), Papoea-Nieuw-Guinea en Australië (Queensland).